# Bangkok Post
Bangkok Post er Thailands næstældste avis, etableret den 1. august 1946. Den udkommer på engelsk i et dagligt broadsheet oplag på 110.000 eksemplarer, hvoraf 80 procent distribueres i Bangkok, mens resten distribueres i provinserne.
Den første avis der udkom i Siam, der dengang var navnet for Thailand, var The Bangkok Recorder i 1844, den udkom på både thai og engelsk. Den næste avisudgivelse, var den engelsksprogede Bangkok Post.

## Historie
Bangkok Post blev etableret den 1. august 1946, af Alexander MacDonald, en tidligere amerikansk efterretningsofficer ved OSS og hans thailandske medarbejder, Prasit Lulitanond. Thailand var på det tidspunkt det eneste sydøstasiatiske land, der havde en sovjetisk ambassade. Den Amerikanske Ambassade mente, at den havde brug for en uafhængig, men generelt proamerikansk avis, for at imødegå sovjetiske synspunkter. Den første udgave var på fire sider og kostede én baht, på det tidspunkt en papirpengeseddel og en betragtelig sum penge.
Bangkok Post blev imidlertid en rimelig uafhængig avis under MacDonalds forvaltning, og den beskæftigede mange unge journalister. Alex MacDonald forlod Thailand efter et militærkup i begyndelsen af 1950'erne, og avisen har siden skiftet ejer flere gange. Største aktionærer i Post Publishing Plc, selskabet der ejer Bangkok Post, inkluderer Chirathivat-familien (ejer af Central Group), South China Morning Post i Hong Kong og GMM Grammy Pcl (Thailands største medie- og underholdningsvirsomhed).